# لوله پیچیده نزدیک
لوله پیچیده نزدیک یا توبول پروگزیمال (به انگلیسی: proximal convoluted tubule) یا (PCT) قسمتی از نفرون در کلیه است.
بیشترین مقدار بازجذب آب در توبول پروگزیمال نفرون صورت می‌گیرد و بار توبولی گلوکز در شرایط فیزیولوژیک ۱۲۵ میلی‌گرم در دقیقه است. این به دلیل وجود ساختارهای مهندسی شده‌ای در آن است به طوری‌که سلول پوششی آن پهن و مکعبی بوده در نتیجه سطح جذب بالاست، همچنین دارای ریز پرز های فراوان و بلند است که باز جذب را چندین برابر میکند.

## خصوصیات و ویژگی‌ها
تمام سلولهای توبول دیستال و سلولهای آرتریول آوران و سلولهای آرتریول وابران در تشکیل دستگاه جنب گلومرولی شرکت دارند اما، «سلولهای توبول پروگزیمال در تشکیل جنب گلومرولی شرکت ندارد».

## استثنائات بازجذب توبول پروگزیمال
هیدروژن همانند اوره و کلر، در توبول پروگزیمال بازجذب نمی‌شود.